# Prestone Lakolo
Prestone Hermann Lakolo (ur. 13 kwietnia 1989 w Brazzaville) – kongijski piłkarz grający na pozycji ofensywnego pomocnika. W swojej karierze wystąpił 14 razy w reprezentacji Konga.

## Kariera klubowa
Swoją karierę piłkarską Lakolo rozpoczął w klubie ACNFF. W 2006 roku zadebiutował w jego barwach w drugiej lidze kongijskiej. W sezonie 2008/2009 grał we francuskim piatoligowym FC Châlon-sur-Saône, a w latach 2010-2011 - ponownie w ACNFF. W latach 2012-2018 był zawodnikiem AC Léopards. Wywalczył z nim cztery mistrzostwa kraju w sezonach 2012, 2013, 2016 i 2017 oraz zdobył trzy Puchary Konga w latach 2013, 2016 i 2017. W sezonie 2018/2019 występował w AS Otohô, z którym został mistrzem kraju. W latach 2021-2023 był graczem CSMD Diables Noirs. W sezonach 2021/2022 i 2022/2023 wywalczył z nim dwa wicemistrzostwa i dwa puchary Konga.

## Kariera reprezentacyjna
W reprezentacji Konga Lakolo zadebiutował 8 czerwca 2013 w zremisowanym 0:0 meczu eliminacji do MŚ 2014 z Gabonem, rozegranym we Franceville. Od 2013 do 2018 rozegrał w kadrze narodowej 14 meczów.